# Rokas Masiulis
Rokas Masiulis (ur. 6 sierpnia 1969 w Wilnie) – litewski ekonomista i menedżer branży energetyczno-paliwowej, od 2014 do 2016 minister energetyki, w latach 2016–2019 minister komunikacji.

## Życiorys
Absolwent ekonomii na Uniwersytecie Wileńskim, na tej samej uczelni uzyskał magisterium w zakresie stosunków międzynarodowych i nauk politycznych. Od 1994 do 2007 pracował jako audytor w firmach Arthur Andersen oraz Ernst & Young. Później był dyrektorem w spółce prawa handlowego „IS partners” i koncernie energetycznym LEO LT. Od 2010 do 2014 zajmował stanowisko dyrektora generalnego przedsiębiorstwa „Klaipėdos nafta”, a w latach 2012–2013 kierował jednocześnie koncernem LITGAS.
We wrześniu 2014 został zatwierdzony na stanowisku ministra energetyki w rządzie Algirdasa Butkevičiusa. W grudniu 2016 w nowo powołanym gabinecie Sauliusa Skvernelisa przeszedł na stanowisko ministra komunikacji (odpowiedzialnego za kwestie transportu). Zakończył urzędowanie w sierpniu 2019.